# Ektoplazma (biologia komórki)
Ektoplazma – wyróżniana niekiedy, zewnętrzna warstwa cytoplazmy, zlokalizowana bezpośrednio pod błoną komórkową. Charakteryzuje się ona większą przezroczystością od położonej głębiej (tj. we wnętrzu komórki) endoplazmy. Wynika to z faktu, iż w obrębie endoplazmy znajduje się większość organelli komórkowych, podczas gdy ektoplazma zawiera głównie membranoszkielet (szkielet błonowy) komórki.